# Эттинг, Соломон
Соломон Эттинг (англ. Solomon Etting, 28 июля 1764 — 6 августа 1847) — еврейский торговец и политик из Балтимора, штат Мэриленд. До переезда в Балтимор в 1791 году Эттинг жил в Йорке и Ланкастере, штат Пенсильвания. Он был обученным шойхетом, одним из первых в американской истории. 
В Мэриленде нехристианам было запрещено занимать государственные должности и заниматься юридической практикой. В 1797 году Эттинг и его тесть Бернард Гратц подали прошение о «равноправии с другими добропорядочными гражданами», но тогда, как и в 1802 и 1824 годах, их ходатайства не увенчались успехом. Ещё одним партнёром в борьбе был банкир из Балтимора Джейкоб И. Коэн-младший.
3 октября 1796 года Эттинг разместил объявление в «Federal Gazette» с просьбой о возвращении беглого раба по имени «Даркей». В объявлении Эттинг отметил, что заплатил за раба 200 долларов.
Эттинг последовал за другим еврейским иммигрантом, Джейкобом Генри, в его стремлении занять государственную должность. Северная Каролина отказала в государственных должностях всем непротестантам, когда в 1809 году Генри произнёс речь, ставшую знаменитой, в которой он утверждал своё неотъемлемое право заседать в Палате общин штата, и Палата встала на его сторону. Генри спросил: «Изгоните ли вы из своих земель и из убежища вашей конституции всех, кто не возлагает свои жертвы на тот же алтарь, не соблюдает тот же ритуал и не придерживается тех же догматов? Если да, то какая из сект, на которые мы разделены, будет иметь преимущество?»
Около 1820 года в Соединённых Штатах насчитывалось около 4000 евреев; только семь из первоначальных 13 штатов признали их политически.
В 1826 году был наконец принят «Закон о евреях», который позволил исповедующим иудаизм занимать государственные должности, присягнув на верность «доктрине награды и наказания», а не декларируя при этом свою христианскую веру, как того требовала практика. Затем Эттинг был избран в городской совет Балтимора. В то время еврейское население США насчитывало 6000 человек.
Соломон был одним из восьми детей Шины Соломон Эттинг и её мужа Элайджи Эттинга.